# مثنی (دستور زبان)
مثنی یک شمار دستوری است که برخی از زبان‌ها علاوه بر مفرد و جمع از آن استفاده می‌کنند. هنگامی که یک اسم یا ضمیر به صورت مثنی ظاهر می‌شود، نشان‌دهنده این است که دقیقاً دو مورد از موجودات (اشیا یا اشخاص) وجود دارند و این ترکیب به عنوان یک واحد یکپارچه عمل می‌کنند. فعل‌ها نیز می‌توانند در این زبان‌ها گونه مثنی داشته باشند.